# Alois Berger
Alois Berger (* 20. April 1862 in Natternberg; † 26. Dezember 1940 in Buchhofen) war ein bayerischer Landwirt und Landtagsabgeordneter.

## Werdegang
Berger war als Landwirt in Buchhofen ansässig. Bei der Landtagswahl im Juni 1920 zog er als Abgeordneter der Bayerischen Volkspartei in den Bayerischen Landtag ein, dem er bis 1924 angehörte. Dort war er Mitglied des Ausschusses für die Geschäftsordnung.